# Nueva Reforma, Pantepec
Nueva Reforma är en ort i Mexiko.   Den ligger i kommunen Pantepec och delstaten Chiapas, i den sydöstra delen av landet, 700 km öster om huvudstaden Mexico City. Nueva Reforma ligger 1 835 meter över havet och antalet invånare är 140.
Terrängen runt Nueva Reforma är kuperad åt sydväst, men åt nordost är den bergig. Nueva Reforma ligger uppe på en höjd. Runt Nueva Reforma är det ganska tätbefolkat, med 104 invånare per kvadratkilometer. Närmaste större samhälle är Pueblo Nuevo Jolistahuacan, 19,6 km öster om Nueva Reforma. I omgivningarna runt Nueva Reforma växer i huvudsak städsegrön lövskog.